# Тарга

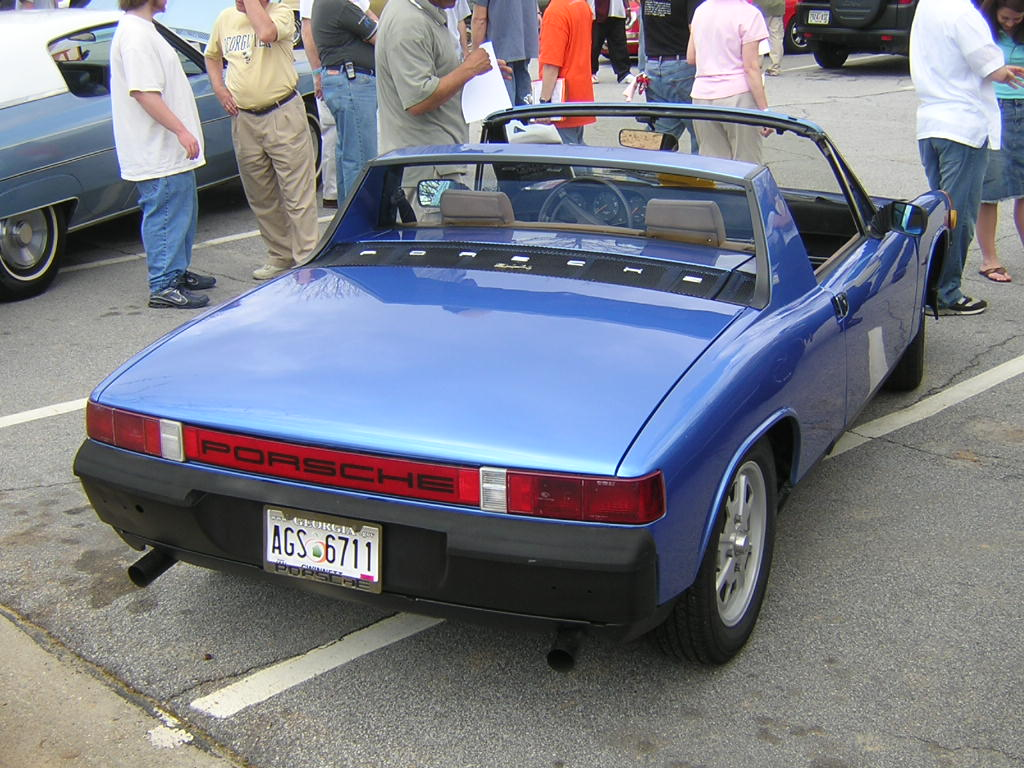
Крыша тарга на Porsche 914

Та́рга — тип автомобильного кузова легкового автомобиля, разновидность спортивного 2-местного родстера с жёстко закреплённым лобовым стеклом, дугой безопасности сзади сидений, съёмной крышей и задним стеклом.
В современном автомобилестроении, тарга — любой родстер, оборудованный несъёмной металлической дугой позади салона, но с подвижными или съёмными центральными сегментами крыши.
Обозначение Тарга является товарным знаком, зарегистрированным компанией Porsche для автомобилей. Впервые этот термин был использован в отношении автомобиля Porsche 911 в связи с участием Porsche в гонке «Targa Florio» в 1966 году. За 5 лет до этого, в 1961 г., подобный стиль кузова уже появился в виде дополнительной опции для автомобиля Triumph TR4. 
Основная популярность этого типа кузова приходится на 1970-е, когда Департамент транспорта США пытался запретить обычные кабриолеты и родстеры по причине их низкой пассивной безопасности в случае опрокидывания. Как результат, автопроизводители стали оснащать родстеры и кабриолеты дугой безопасности, обеспечившей надёжную защиту людей внутри салона при опрокидывании автомобиля. С 1980-х защиту пассажиров при опрокидывании стали обеспечивать с помощью усиленной рамы ветрового стекла, а начиная с 1990-х еще и выдвижных дуг безопасности.
Разновидность тарги с продольной балкой называется T-top или T-roof. Балка увеличивает жесткость кузова на кручение. Крыша в таком случае состоит из двух съёмных панелей (например Nissan 300ZX T-roof).
В Ньюфаундленде проводятся гонки машин с кузовом-тарга, Тарга Ньюфаундленд.

## Примеры автомобилей с кузовом тарга
- Porsche 911 Targa (с 1966)
- Honda NSX-T (1995-2005)
- FIAT X1/9 (1972—1986)
- Pontiac Firebird (2-4 поколения)
- Chevrolet Camaro  (2-4 поколения)
- Toyota Supra
- Nissan 100NX